# 중부주 (케냐)

중부주

중부주(Central Province)는 케냐에 존재했던 8개 주 가운데 하나다. 나이로비 북부와 케냐산 서쪽에 위치했다. 주도는 니에리였으며 면적은 13,191km2, 인구는 4,383,743명(2009년 인구 조사 기준)였다. 서쪽으로는 리프트밸리주, 동쪽으로는 동부주, 남쪽으로는 나이로비주와 접했다. 12개 구(가툰두구, 동키암부구, 서키암부구, 키리냐가구, 마라구아구, 북무랑가구, 남무랑가구, 북냔다루아구, 남냔다루아구, 북니에리구, 남니에리구, 티카구)를 관할했다.